# مدیاسو
مِدیاسو (به مجاری:  Megyaszó) یک منطقهٔ مسکونی در مجارستان است که در ناحیه سرنچ واقع شده‌است.